# Epirus (periferi)
Epirus, eller Ípiros, (græsk Ήπειρος, Ípiros, albansk Epiri) er en periferi i nordvestlige Grækenland og grænser til Vestmakedonien og Thessalien i øst, Ambraciske Golf (Artabugten) og provinsen Vestgrækenland i syd, det Ioniske Hav og De Ioniske Øer i vest og Albanien i nord. Epirus er administrativt et af de 13 Periferier i Grækenland, og er opdelt i fire regionale enheder (tidligere præfekturer) Arta, Ioannina, Preveza og Thesprotia. Periferien har et område på 9.200 km² og en befolkning på 350.000 mennesker. Hovedstaden og største by er Ioannina med omkring 100.000 indbyggere. Befolkningen i dag er næsten udelukkende græsksproget og religionen er græsk ortodoks. Der er små roma-minoriteter.

## Historie
Historisk strakte Epirus (egentlig Epeiros) sig længere mod nord ind i nutidens Albanien. Der er fremdeles en lille græsk minoritet i det sydlige Albanien, som grækerne kalder «nordlige Epirus». I 1914 var der i området en kortvarige statsdannelse Den autonome republik Nord-Epirus (no). Grækenland fastholdt et territorielt krav til det sydlige Albanien i mange år, men i dag har begge lande anerkendt den nuværende grænse. Grækenlands største bekymring i dag er ulovlig indvandring af albanere som søger arbejde i Grækenland.

## Geografi
Epirus består hovedsagelig af bjergkæder som nogle steder når 2.600 meter over havet. I øst former Pindusbjergene ryggraden i Grækenland og adskiller Epirus fra Makedonien og Thessalien. Mesteparten af Epirus ligger på vindsiden af Pindus. Vindene fra Det Joniske Hav giver regionen mere regn end nogen anden del af Grækenland. Denne fordel er modsvares dog af mangel på dyrkbar mark og dårlig jordkvalitet. Resultatet er at landbrugsproduktionen i Epirus altid har vært blandt de dårligste i Grækenland. Der bliver dyrket tobak omkring Ioannina, og der er noget mælkeproduktion og fiskeri, men hovedparten af maden i området må importeres. Befolkningen er koncentreret i området omkring Ioannina som har noget produktion og serviceindustri. Til trods for mange attraktioner har Epirus ikke oplevet den turisme som mange andre dele af Grækenland har.

## Navn og etymologi
Navnet Epirus kommer fra græsk, Ēpeiros (græsk: Ἤπειρος, både på dorisk græsk og i den stedegne nordvestlige græsk Ἅπειρος, Ápeiros), og har betydningen «fastland». Det antages at det kommer fra den indoeuropæiske ord *apero-, «kyst», og blev oprindelig benyttet på fastlandet på modsat side af øen Korfu og De Joniske Øer. For grækerne repræsenterede Epirus selve legemliggørelsen af det hårdføre, knapt beboelige, ugæstfrie land som ikke var velegnet for kultivering og derfor indebar hårdt fysisk arbejde for at skaffe til dagen og vejen. Det lokale navn som var præget på mønter af det forenede riget i Epirus var ΑΠΕΙΡΟΤΑΝ (Āpeirōtān på attisk græsk svarende til Ēpeirōtōn, det vil sige «af epirotere»). Det albanske navn for regionen er Epiri, afledt fra græsk.